# Popiołki Kurpiowskie
Popiołki Kurpiowskie – zlikwidowany wąskotorowy przystanek osobowy w Popiołkach na linii kolejowej Dęby – Łomża Wąskotorowa, w powiecie łomżyński, w województwie podlaskim, w Polsce.